# Pančevo
Pančevo je grad u Banatu (Vojvodina, Republika Srbija), na rijeci Tamišu.
Teritorijalno je sjedište istoimene općine kao i Južno-Banatskog okruga.

## Povijest
Pančevo se prvi put spominje u 12. stoljeću. U srednjem vijeku, Pančevo je pripadalo kovinskoj županiji. U tursko doba bilo je većinsko srpsko naselje. Poslije oslobođenja od Turaka (1716.), bilo je središte okruga. Već u to doba počinje u Pančevu naseljavanje Nijemaca i traje u jačem razmjeru kroz cijelo 18. stoljeće. Od 1716. do 1764. Pančevo je bilo komorsko, a od 1764. do 1794. vojno-graničarsko trgovište. 
Godine 1848./1849. Pančevo je znatno stradalo tijekom revolucije. Godine 1873. postalo je municipalni grad. U drugoj polovici tog stoljeća počinje u Pančevu u većoj mjeri naseljavanje Mađara. 8. studenog 1918. ušla je u Pančevo srpska vojska.

Dana 31. siječnja 1921. godine Pančevo je imalo 19.362 stanovnika od kojih je bilo: Srba 9422, Mađara 887, Nijemaca 7237, Židova 600; pravoslavnih 9874, katolika 6350, evangelika 2500.

## Stanovništvo
Prema popisu stanovništva iz 2002. godine u gradu Pančevu živjelo je 77.087 stanovnika (prema popisu iz 1991.godine bilo je 72.793 stanovnika).
| Godina | Ukupno | Srbi    | Nijemci       | Jugoslaveni | Mađari  | Slovaci | Makedonci | Crnogorci | Hrvati | ostali |
| 1910.  | 20.808 | 41,88 % | 33,89 %       | 0,00 %      | 16,17 % | 1,17 %  | 0,00 %    | 0,00 %    | 0,65 % | 4,24 % |
| 1991.  | 72.793 | 72,57%  | nema podataka | 8,75 %      | 5,56 %  | 2,20 %  | 2,40 %    | 1,88 %    | 1,35 % | 5,29 % |
| 2002.  | 77.087 | 79,08 % | nema podataka | 2,35 %      | 4,25 %  | 1,82 %  | 1,55 %    | 1.03 %    | 0,92 % | 9,00 % |

Pored navedenih naroda u Pančevu još žive i Albanci, Bošnjaci, Bugari, Bunjevci, Vlasi, Goranci, Muslimani, Nijemci, Romi, Rumunji, Židovi, Rusi, Rusini, Slovenci, Ukrajinci i Česi.

### Poznate osobe
- Mihovil Tomandl
- Adam Filipović
- Branka Bešević Gajić

## Gospodarstvo
Stanovništvo Pančeva bavi se pretežno ratarstvom, ali je vrlo lijepo zastupljen obrt i trgovina, naročito stokom i hranom. Industrija je također znatna, naročito svilarska. U Pančevu su dvije pravoslavne crkve; starija (Vaznesenska) s templom, koju je radio Konstantin Danil, i nova (Uspenska) u bizantinskom stilu, sa slikarskim i ornamentalnim radovima Uroša Predića, St. Aleksića i Markovića. U Pančevu ima gimnazija, trgovačka akademija, muška i ženska građanska škola i aerodrom međunarodnog društva za zračni promet.
Nakon Prvog svjetskog rata, pančevačka industrija doživljava svoju drugu mladost i postaje jedan od industrijskih giganata bivše Jugoslavije. Otvaraju se mnogobrojne tvornice koje zapošljavaju na desetine tisuća radnika iz Pančeva, Beograda i okolnih mjesta iz skoro cijelog južnog Banata.